# Azərpoçt
Azərpoçt – operator pocztowy oferujący usługi pocztowe w Azerbejdżanie, z siedzibą w Baku. Przedsiębiorstwo powstało w 1999 roku.